# Montañeros Club de Fútbol
Il Montañeros Club de Fútbol, chiamato comunemente Montañeros, è una società calcistica con sede a La Coruña, in Galizia, in Spagna. 
Gioca nella Segunda División B, la terza serie del campionato spagnolo.

## Tornei nazionali
- 1ª División: 0 stagioni
- 2ª División: 0 stagioni
- 2ª División B: 3 stagioni
- 3ª División: 2 stagioni

## Stagioni
| Stagione    | Categoria      | Posizione |
| ----------- | -------------- | --------- |
| dal 1977-78 | Cat. regionali | —         |
| al 2005-06  | Cat. regionali | —         |
| 2006/07     | Cat. Regionale | 1°        |
| 2007/08     | 3ª             | 8°        |
| 2008/09     | 3ª             | 2°        |
| 2009/10     | 2ª B           | 10°       |
| 2010/11     | 2ª B           | —         |

## Palmarès

### Altri piazzamenti
- Tercera División:

Secondo posto: 2008-2009